# Temamatla
Temamatla est une municipalité de l'État de Mexico, au Mexique. Elle couvre une superficie de 28,42 km2 et compte 12 984 habitants en 2015.